# 엠부티도
엠부티도(스페인어: embutido) 또는 인시두(포르투갈어: ennchido)는 이베리아의 소를 넣은 음식이다. 보통 이베리아식 건염 소시지를 가리킨다.

## 이름
- 스페인: 에스테베테(바스크어: hestebete), 엠보티트(카탈루냐어: embotit), 엠부티도(스페인어: embutido), 엠부티우(아라곤어: embutiu, 아스투리아스어: embutíu), 임부티두(갈리시아어: embutido), 파르시트(카탈루냐어: farcit)
- 포르투갈: 인시두(포르투갈어: ennchido)
- 브라질: 임부치두(브라질 포르투갈어: embutido)

## 종류
- 롱가니사/링구이사
- 마라뉴
- 모르셀라/모르시야
- 모르타델라
- 보텔루/보티요/부텔루/부티엘류
- 보티파라/부티파라
- 살치촌
- 살피캉
- 소브라사다
- 쇼리수/초리소
- 안드로야/안드롤랴
- 알례이라
- 카숄레이라
- 트리파 인파리냐다
- 파리녜이라
- 파이아
- 파이올라
- 파이우
- 푸에트

## 같이 보기
- 소시지
- 소를 넣은 음식 목록